# Junckers Industrier A/S
Junckers Industrier A/S er en træfabrik der ligger ved Køge Havn. Det er Europas førende producent af træpleje. Virksomheden blev stiftet i 1930 af Flemming Juncker som Junckers Savværk.